# Lisewo Malborskie
Lisewo Malborskie est une localité polonaise de la gmina rurale de Lichnowy située dans le powiat de Malbork en voïvodie de Poméranie. Elle se trouve à environ 12 km au nord-ouest de Malbork et 34 km au sud-est de la capitale régionale Gdańsk.

## Géographie

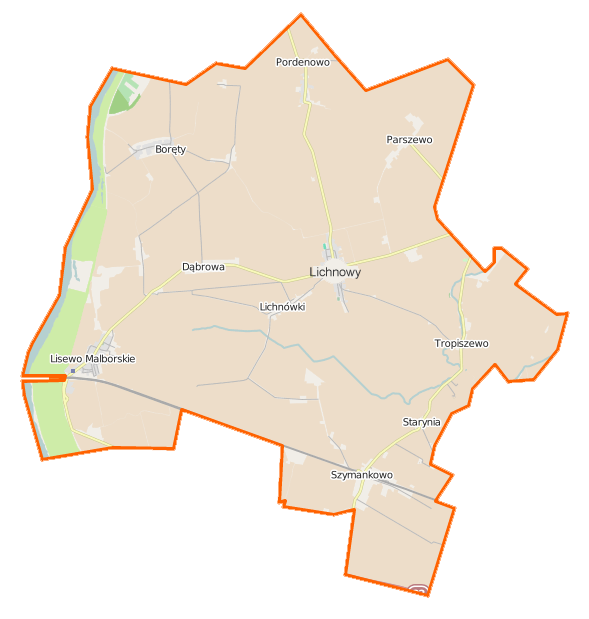
Carte de la gmina de Lichnowy.